# Larry K. Arnold
Larry K. Arnold (* um 1943) ist ein pensionierter Generalmajor der United States Air Force. Er war unter anderem Kommandeur der 1. Luftflotte.

## Leben
Bis zum Jahr 1964 studierte er Politikwissenschaft an der Wake Forest University in North Carolina. Über die Officer Training School gelangte er im Jahr 1965 in das Offizierskorps der United States Air Force. Dort durchlief er anschließend alle Offiziersränge vom Leutnant bis zum Zwei-Sterne-General.
Im Lauf seiner militärischen Karriere absolvierte er verschiedene Kurse und Schulungen. Dazu gehörten unter anderem eine Ausbildung zum Kampfpiloten und weitere Fortbildungskurse als Pilot neuer Flugzeugtypen; die Squadron Officer School auf der Maxwell Air Force Base in Alabama; das Air Command and Staff College und das Air War College, beide ebenfalls auf der Maxwell AFB. Außerdem erhielt er akademische Grade von der Auburn University und der Harvard Kennedy School.
In seinen frühen Jahren als Offizier der Luftwaffe war er an verschiedenen Stützpunkten stationiert. Dabei war er als Pilot bzw. Flugausbilder bei unterschiedlichen Einheiten tätig. Zwischen Dezember 1966 und September 1967 war er auf der Da Nang Air Base in Südvietnam stationiert. Von dort aus flog er 153 Kampfeinsätze im Vietnamkrieg.
Nach zwischenzeitlich anderen Verwendungen schied er im Jahr 1973 vorübergehend aus der regulären Air Force aus. Stattdessen trat er den Luftstreitkräften der New Jersey National Guard bei, der er in unterschiedlichen Funktionen bis zum Januar 1986 angehörte. Danach kehrte er zu regulären Air Force zurück, wo er zum Januar 1988 der Fakultät der Air University angehörte. Gleichzeitig war er im Auftrag der Air National Guard (ANG) als Berater bei dieser Universität tätig.
Sein nächster Auftrag führte ihn zur Ellington Air Force Base in Texas. Zwischen Januar 1988 und Dezember 1989 kommandierte er dort die 147th Fighter Interceptor Group, die zur Nationalgarde von Texas gehörte. Anschließend wurde er auf der Andrews Air Force Base in Maryland Stabsoffizier (assistant director, readiness support) beim Air National Guard Readiness Center. Im Oktober 1991 übernahm er dort die Leitung dieser Einrichtung. Dieses Amt bekleidete er bis zum September 1992. In der Folge verblieb er auf diesem Stützpunkt. Bis zum Januar 1997 gehörte er dort dem Stab der ANG an (Air National Guard assistant for readiness to the director, Air National Guard, Andrews Air Force Base, Md.).
Es folgte eine Versetzung zur Tyndall Air Force Base in Florida. Zwischen Januar und Dezember 1997 war er dort stellvertretender Kommandeur der 1. Luftflotte. Am 19. Dezember 1997 übernahm er als Nachfolger von Philip G. Killey das Kommando über diese Luftflotte. Gleichzeitig kommandierte er das dortige regionale Kontrollzentrum des North American Aerospace Defense Command (NORAD). Diese Ämter bekleidete er bis zum 1. August 2002, als Craig R. McKinley seine Nachfolge antrat. In seine Amtszeit fielen die Terroranschläge am 11. September 2001. In diesem Zusammenhang wurde auch Arnolds 1. Luftflotte in erhöhte Alarmbereitschaft versetzt, um eventuelle weitere Attacken abzuwehren. Anschließend schied er aus dem aktiven Militärdienst aus.
Während seiner aktiven Zeit als Militärpilot absolvierte er über 4000 Flugstunden auf verschiedenen Flugzeugtypen.
Nach seiner Pensionierung wurde Larry Arnold als Berater der Rüstungsindustrie tätig. Dabei wurde er Leiter seiner Firma The Arnold Group, LLC.

## Daten der Beförderungen
| Abzeichen | Rang               | Jahr               |
| --------- | ------------------ | ------------------ |
|           | Second Lieutenant  | 10. Februar 1965   |
|           | First Lieutenant   | 10. August 1966    |
|           | Captain            | 21. Mai 1968       |
|           | Major              | 19. Februar 1976   |
|           | Lieutenant Colonel | 10. September 1980 |
|           | Colonel            | 28. Dezember 1985  |
|           | Brigadier General  | 11. März 1993      |
|           | Major General      | 2. März 1998       |

## Orden und Auszeichnungen
Larry Arnold erhielt im Lauf seiner militärischen Laufbahn unter anderem folgende Auszeichnungen:
- Legion of Merit
- Distinguished Flying Cross
- Meritorious Service Medal
- Air Medal
- Air Force Commendation Medal
- Army Commendation Medal
- Air Force Achievement Medal
- Presidential Unit Citation
- Air Force Outstanding Unit Award
- Air Force Organizational Excellence Award
- Combat Readiness Medal
- National Defense Service Medal
- Armed Forces Expeditionary Medal
- Vietnam Service Medal
- Vietnam Armed Forces Honor Medal
- Gallantry Cross (Südvietnam)
- Vietnam Civil Action Unit Citation (Südvietnam)
- Vietnam Campaign Medal (Südvietnam)